# 노린재나무
노린재나무는 진달래목 노린재나무과의 겨울에 잎이 지는 떨기나무이다. 한국·일본 원산으로 학명은 Symplocos chinensis for. pilosa이다.

## 이름의 유래
노린재나무의 가지나 단풍든 잎을 태우고 남은 노란색 재로 낸 잿물을 황회라 하는데, 지치와 같은 천연 염료로 옷감을 노랗게 물들일 때 황회를 매염제로 썼기 때문에 노린재나무라고 부르게 되었다.

## 생태
키는 2~5m에 달하고, 나무껍질은 회색이거나 회갈색이며 세로로 얕게 갈라진다. 어린 가지에 잔털이 있다. 잎은 어긋나며 길이는 3~7 cm 정도로 타원 모양이다. 표면에 털이 없고 끝이 뾰족하며 가장자리에 둔한 톱니가 있다. 오뉴월에 피는 꽃은 어린 가지 끝에 원추꽃차례로 피는데, 크기는 8~10mm 정도이고, 흰색이며 수술이 도드라져 보이고 옆으로 퍼지며 향기가 난다. 9월에 여는 열매는 타원 모양이고 남색이다.

## 비슷한 나무
열매가 흰색으로 익는 흰노린재나무(Symplocos chinensis var. leucocarpa)와 온대 남부 이남에서 자라며 열매가 검은색으로 익는 검노린재나무(Symplocos paniculata)가 있다.

## 사진

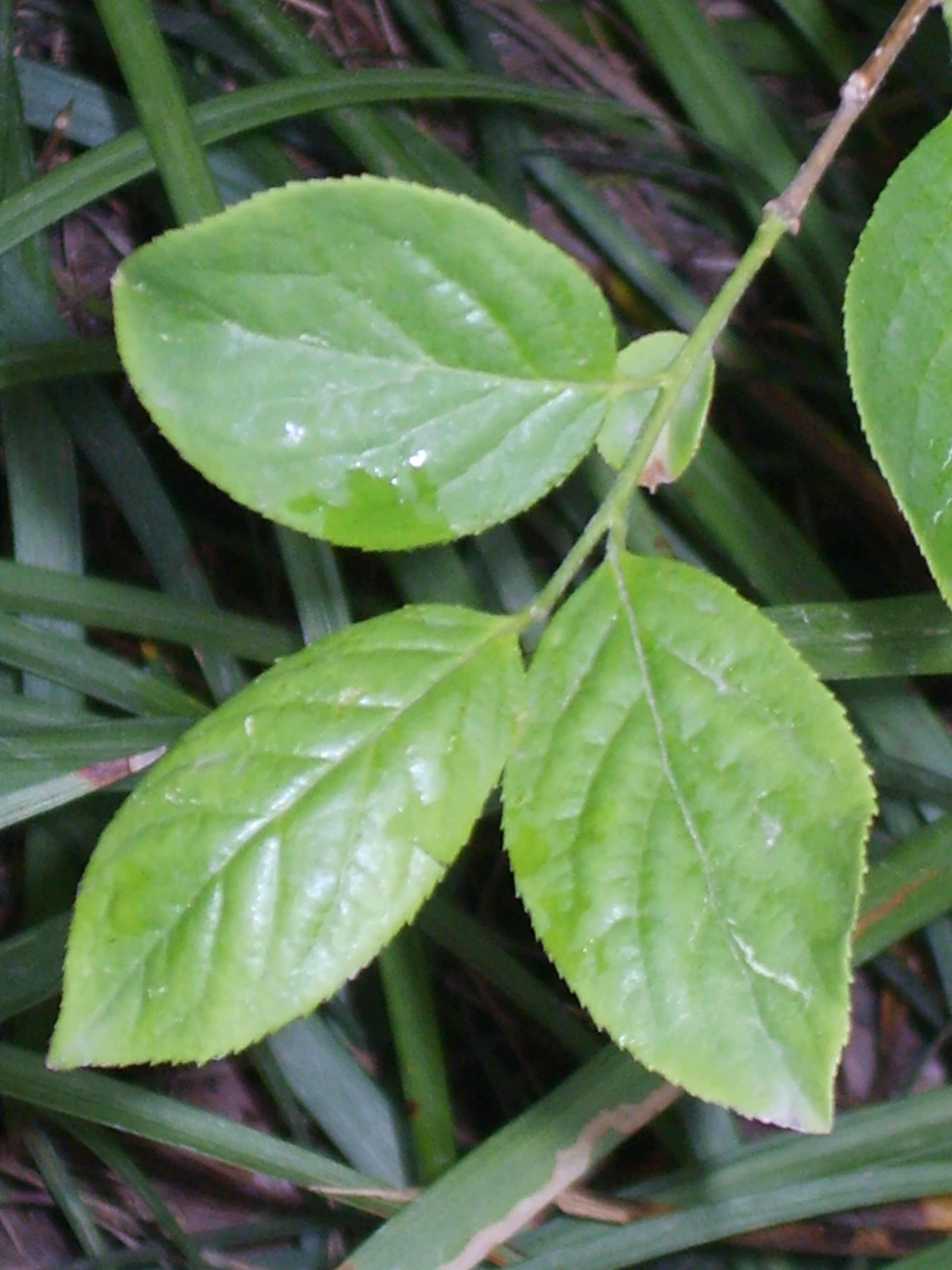
잎
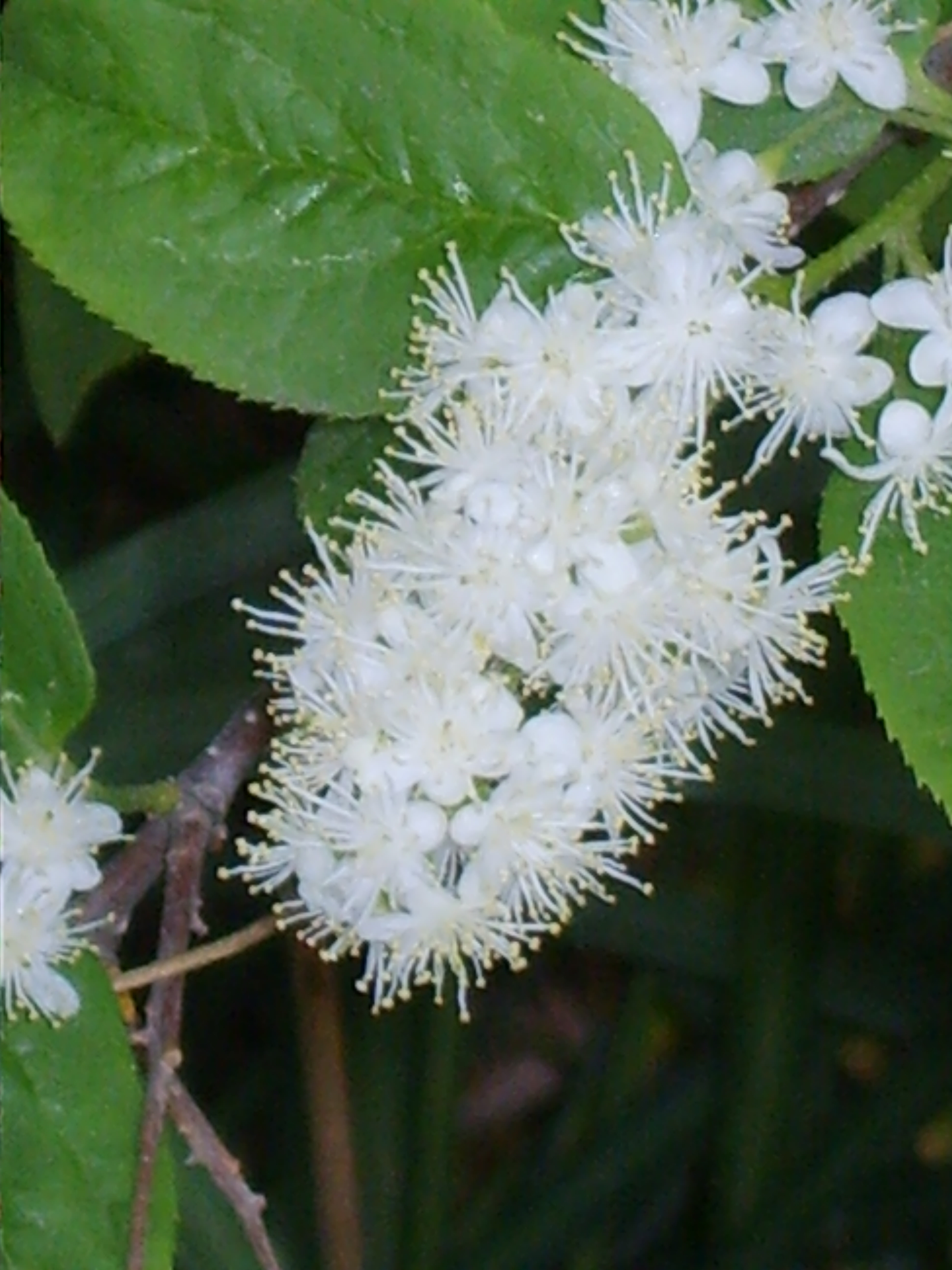
꽃. 5월에 핀다.
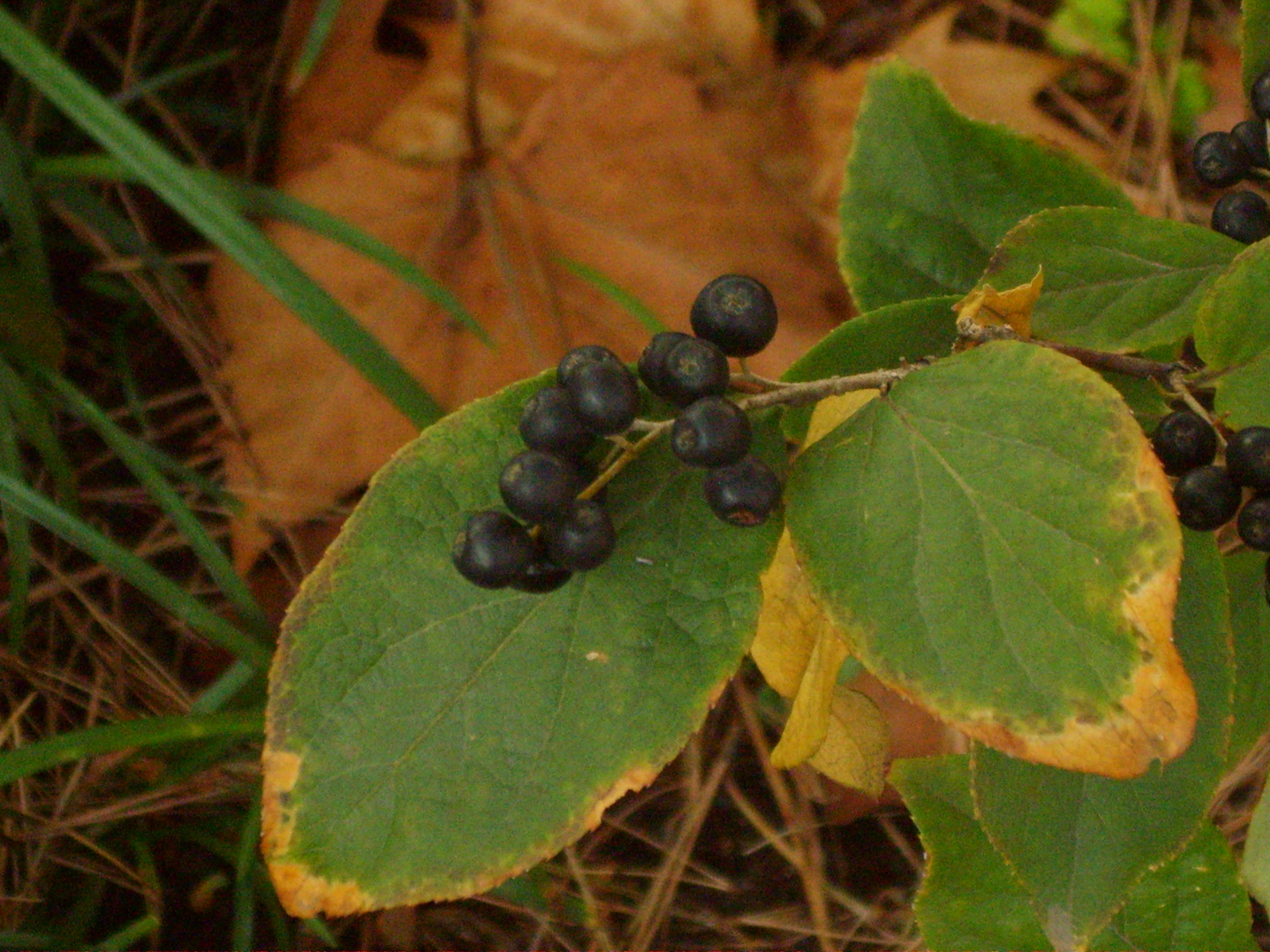
열매

## 참고 문헌
- 김용식·송근준·안영희·오구균·이경재·이유미, 《조경수목 핸드북》(광일문화사, 2000) ISBN 898524325X
- 윤주복, 《나무 쉽게 찾기》(진선출판사, 2004) ISBN 9788972214144